# Muro Leccese
Muro Leccese – miejscowość i gmina we Włoszech, w regionie Apulia, w prowincji Lecce.
Według danych na rok 2004 gminę zamieszkiwało 5259 osób, 328,7 os./km².
W miejscowości jest przystanek kolejowy Muro Leccese.